# 모븐 크리스티
모븐 크리스티(Morven Christie, 1981년 ~ )는 스코틀랜드의 배우이다.